# Yūya Kubo
Yūya Kubo (jap. 久保 裕也 Kubo Yūya; ur. 24 grudnia 1993 w Yamaguchi) – japoński piłkarz, reprezentant kraju. Od 2020 występuje w FC Cincinnati.

## Kariera klubowa
Od 2011 do 2013 roku występował w klubie Kyoto Sanga FC. W 2013 roku zawodnik przeszedł do BSC Young Boys. Od stycznia 2017 do lata 2020 reprezentował barwy belgijskiego KAA Gent. W sezonie 2018/2019 był wypożyczony do 1. FC Nürnberg. W 2020 przeszedł do FC Cincinnati.

## Kariera reprezentacyjna
W reprezentacji Japonii zadebiutował 11 listopada 2016 w wygranym 4:0 towarzyskim meczu z Omanem. Od 2016 do 2018 rozegrał w niej 13 meczów i strzelił 2 gole.